# Východoslovenský kraj

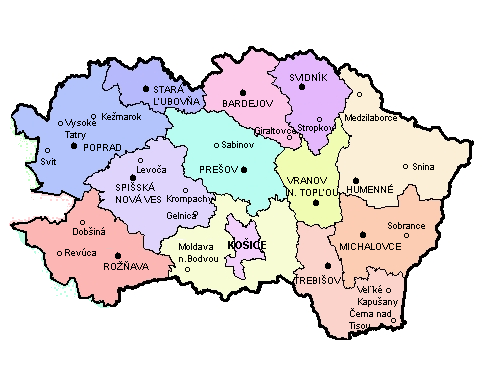
Mapa Východoslovenského kraje s okresy a nejvýznamnějšími městy

Východoslovenský kraj (slovensky Východoslovenský kraj) byl vyšší administrativní jednotka Československa, existující v letech 1960–1969 a 1971–1990. Rozkládal se zhruba na území dosavadních krajů Košického a Prešovského. Pokrýval nejvýchodnější, nejodlehlejší část pozdější Slovenska a celé ČSSR, vnitrostátní hranici měl jen na západě se Středoslovenským krajem. Jako jediný tehdejší československý kraj sousedil se třemi státy: na severu s Polskem, na jihu s Maďarskem a na východě se Sovětským svazem (dnes Zakarpatská oblast Ukrajiny). Krajským a největším městem byly Košice (190 tisíci obyvatel v roce 1978), druhým největším městem byl Prešov (70 tis.), na třetím místě byly tehdy stejně lidnatá okresní města Poprad a Spišská Nová Ves (30 tis.).
Východoslovenský kraj byl nejprve rozdělen na 9 okresů, ze kterých byly roku 1968 v severní polovině kraje vyčleněny ještě 3 okresy Stará Ľubovňa, Svidník a Vranov nad Topľou. K 1. červenci 1969 byly kraje na Slovensku zrušeny, obnoveny byly od 1. ledna 1971. V roce 1971 bylo město Košice vyčleněno jako samostatný okres Košice-mesto (zbytek okresu se nově nazýval Košice-vidiek).
Kraje byly na Slovensku zrušeny k 19. prosinci 1990, nové kraje vznikly v roce 1996. Na území někdejšího Východoslovenského kraje byly vytvořeny kraje Košický, Prešovský a Banskobystrický (malá část).

## Geografie
Východoslovenský kraj byl z geomorfologického hlediska velmi pestrý - nacházely se zde velehory a horské kotliny, rozsáhlé pahorkatiny i ploché nížiny, vápencová a sopečná pohoří i kras. Ležely zde oba extrémní výškové body celého Československa - Gerlachovský štít (2655 m n. m.) a výtok Bodrogu (94 m n. m.).
Přirozenou severní hranici kraje s Polskem vymezovaly hřebeny Západních Karpat, s klesající výškou od západu k východu: Vysoké Tatry, Spišská Magura a hlavní hřeben Nízkých Beskyd. Ze západu do kraje zasahovaly Nízké Tatry a Slovenské rudohoří s oblastí Slovenský ráj, na jihozápadě Slovenský kras (přesahující do Maďarska). Uvnitř kraje se ještě rozkládala pohoří Levočské vrchy, Čergov a na východě Vihorlat. Na jihovýchod kraje zasahovala Velká dunajská kotlina svým severním okrajem, zde zvaným Východoslovenská nížina.
Říční síť byla orientována převážně na jih do povodí Tisy (a dále Dunaj - Černé moře), kam odtékaly Slaná, Hornád (s přítoky Torysou a Hnilcem) a Bodrog (se zdrojnicemi Ondavou a Latoricou a jejich přítoky Topľou, Laborcem a Uhem). Povodí Hornádu a Bodrogu od sebe odděloval hřeben Slanských vrchů. Samotná Tisa se kraje dotýkala krátkým hraničním úsekem v jihovýchodním cípu.
Výjimkou v hydrografii nejen kraje, ale celého Slovenska a Západních Karpat byla řeka Poprad, odvodňující severozápad kraje do Dunajce (který se území kraje dotýkal v hraničním kaňonu Pieniny), přítoku Visly (Baltské moře).
Kraj měl v roce 1978 rozlohu 16 179 km² s 1 356 066 obyvateli. Průměrná hustota zalidnění kraje byla 84 obyvatel/1 km².
Poštovní směrovací čísla začínala číslicí 0, čísla dopravních závodů ČSAD ve Východoslovenském kraji byla čtyřciferná (v ostatních krajích jen trojciferná) a začínala dvojčíslím 10.
Kraje byly na Slovensku zrušeny s platností od 19. prosince 1990. Po vzniku samostatné Slovenské republiky v roce 1993 se začalo pracovat na novém administrativním uspořádání státu. Od 1. července 1996 vzniklo na Slovensku 8 nových krajů. Na území bývalého Východoslovenského kraje vznikl Košický kraj a Prešovský kraj. Část bývalého okresu Rožňava (dnešní okres Revúca) připadla Banskobystrickému kraji. Došlo také k výrazným územním změnám ve struktuře okresů. Mnohá města se nově stala jejich sídly.
- Okres Bardejov: beze změny
- Okres Humenné: Okres Humenné, Okres Medzilaborce, Okres Snina
- Okres Košice-město (Košice-mesto): nově tvořen 5 městskými okresy
- Okres Košice-venkov (Košice-vidiek): přejmenován na Okres Košice-okolí (Košice-okolie)
- Okres Michalovce: Okres Michalovce, Okres Sobrance
- Okres Poprad: Okres Kežmarok, Okres Poprad
- Okres Prešov: Okres Prešov, Okres Sabinov
- Okres Rožňava: Okres Rožňava, Okres Revúca
- Okres Spišská Nová Ves: Okres Gelnica, Okres Levoča, Okres Spišská Nová Ves
- Okres Stará Ľubovňa: beze změny
- Okres Svidník: Okres Stropkov, Okres Svidník
- Okres Trebišov: změna pouze v rozloze a počtu obcí
- Okres Vranov nad Topľou: změna pouze v rozloze a počtu obcí

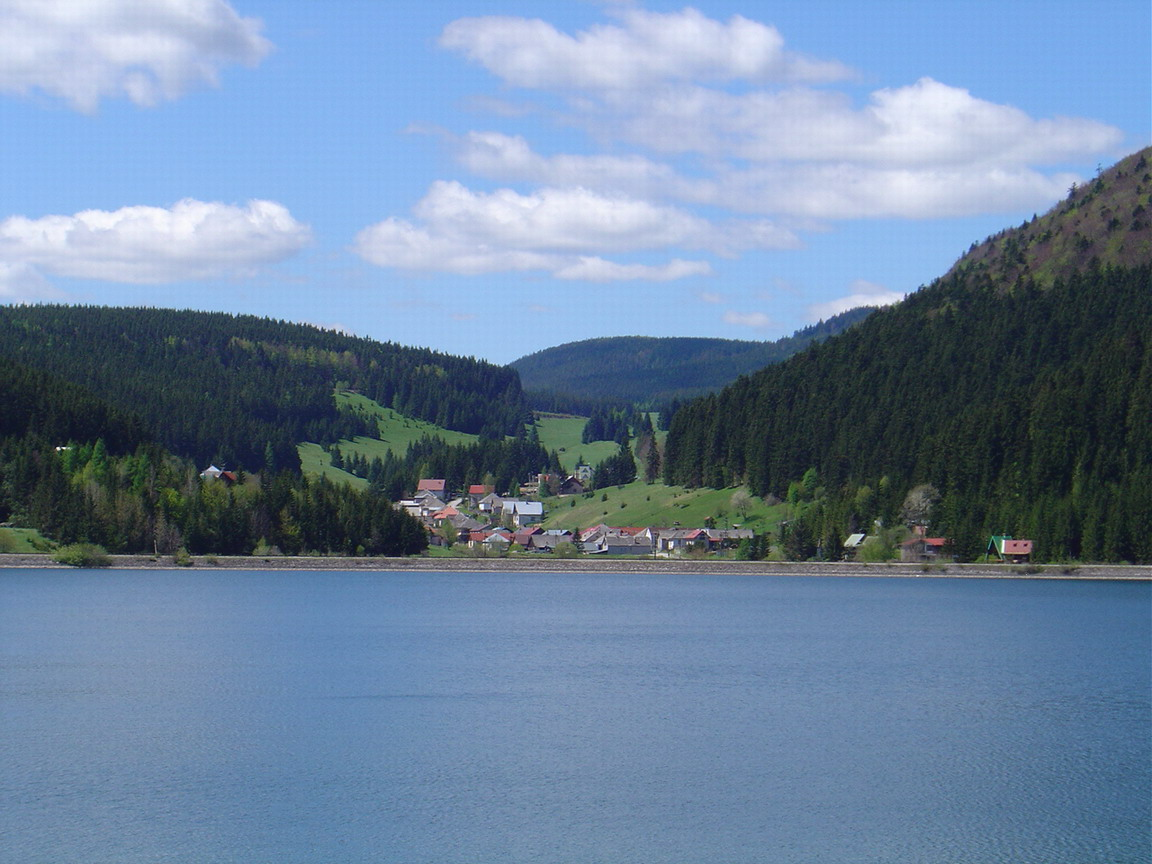
Slovenský ráj - Dobšinská Maša

| Č. | Okres             | Býv. SPZ | Rozloha (km²) | Poč. obyv. (1.1.1978) | Hust.zal. |
| -- | ----------------- | -------- | ------------- | --------------------- | --------- |
| 1  | Bardejov          | BJ       | 1.008         | 68.831                | 68        |
| 2  | Humenné           | HN       | 1.906         | 103.716               | 54        |
| 3  | Košice-mesto      | KE       | .207          | 191.015               | 923       |
| 4  | Košice-vidiek     | KS       | 1.571         | 97.528                | 62        |
| 5  | Michalovce        | MI       | 1.312         | 105.074               | 80        |
| 6  | Poprad            | PP       | 1.963         | 131.169               | 67        |
| 7  | Prešov            | PO       | 1.414         | 174.826               | 124       |
| 8  | Rožňava           | RV       | 1.619         | 84.607                | 52        |
| 9  | Spišská Nová Ves  | SN       | 1.529         | 136.644               | 89        |
| 10 | Stará Ľubovňa     | SL       | .622          | 41.402                | 67        |
| 11 | Svidník           | SK       | .860          | 39.555                | 46        |
| 12 | Trebišov          | TV       | 1.320         | 115.398               | 87        |
| 13 | Vranov nad Topľou | VV       | .848          | 66.301                | 78        |